# Dots and Loops
Dots and Loops – piąty album studyjny brytyjskiego zespołu Stereolab, wydany w 1997 roku. Płyta okazała się pierwszą grupy, która dotarła do zestawienia Billboard 200 (na 111. pozycji). W porównaniu z poprzednim albumem, Dots and Loops  prezentuje szersze inspiracje muzyczne, sięgające lounge, easy listeningu i bossa novy.

## Lista utworów
Wszystkie utwory napisali Tim Gane I Laetitia Sadier, wyjątki w nawiasach 
1. "Brakhage" – 5:30
2. "Miss Modular" – 4:29
3. "The Flower Called Nowhere" – 4:55
4. "Diagonals" – 5:15
5. "Prisoner of Mars" – 4:03
6. "Rainbo Conversation" – 4:46
7. "Refractions in the Plastic Pulse" (Gane, Ramsay, Sadier) – 17:32
8. "Parsec" – 5:34
9. "Ticker-tape of the Unconscious" – 4:45
10. "Contronatura" – 9:03
11. "Off-On" - 5:25 (Japanese Bonus Track)

## Twórcy
- Laetitia Sadier – wokal
- Tim Gane – gitara

### Dodatkowy personel
- Rebecca McFaul, Shelley Weiss, Poppy Branders, Maureen Loughnane – instrumenty strunowe
- Paul Mertens, Dave Max Crawford, Jeb Bishop, Ross Reed – instrumenty dęte
- Sean O'Hagan – pianino, Fender Rhodes, organy
- Xavier "Fischfinger" Fischer – pianino
- John McEntire – syntezato, perkusja, wibrafon, marimba
- Douglas McCombs – akustyczny bas
- Andi Toma – electronic percussion, efekty
- Jan St. Werner – efekty, rogi

## Listy tygodniowe
| Kraj            | Lista                 | Pozycja |
| --------------- | --------------------- | ------- |
| Szkocja         | Scottish Albums Chart | 41      |
| Wielka Brytania | UK Albums Chart       | 19      |